# فرانک فینلی
فرانک فینلِی (انگلیسی: Frank Finlay؛ زادهٔ ۶ اوت ۱۹۲۶ – درگذشتهٔ ۳۰ ژانویهٔ ۲۰۱۶) بازیگر اهل بریتانیا بود.
از فیلم‌هایی که وی در آن نقش داشت می‌توان به همسر شیطان، شفت در آفریقا، در آغاز، پیانیست، کازانووا ، چهار تفنگدار، بازگشت سه تفنگدار، مولی مگوایرز، گناهان و کلید اشاره کرد.
فرانک فینلی، ۳۰ ژانویه ۲۰۱۶ در ۸۹ سالگی درگذشت.